# Risorgimento! (opéra)
Risorgimento! est un opéra en un acte de Lorenzo Ferrero sur un livret italien de Dario Oliveri, basé sur une idée dramatique du compositeur. L'œuvre a été achevée en 2010 et créée au Teatro Comunale de Modène, le 26 mars 2011.
L’opéra a été commandé par le Teatro Comunale de Bologne pour célébrer le 150e anniversaire de l’unité de l'Italie qui a été commémorée en 2011, et a eu six représentations entre le 5 et le 16 avril, associé à Il prigioniero de Luigi Dallapiccola.
Le travail entremêle l'histoire de l'une des œuvres les plus connues de Giuseppe Verdi, Nabucco, avec des aspects sociaux et culturels du Risorgimento, à travers un sujet où l'une est le reflet de l'autre. Les personnages de l’opéra - dit le compositeur – sont engagés à discuter non seulement du Risorgimento, mais aussi de l'opéra lui-même et ses chances de succès. Ils sont, au moins en partie, les mêmes que les interprètes de ce premier Nabucco (ou Nabuchodonosor comme on l’appelait à l’époque) mis en scène à La Scala le 9 mars 1842.

## Création
La première a lieu au Teatro Comunale de Modène le 26 mars 2011.

### Distribution de la création
- Bartolomeo Merelli, impressario : Alessandro Luongo (baryton)
- Giuseppina Strepponi, chanteuse d’opéra : Valentina Corradetti (soprano lyrique)
- Giovannina Bellinzaghi, chanteuse d’opéra : Annunziata Vestri (mezzo-soprano)
- Luigi Barbiano di Belgioioso, patricien milanais : Leonardo Cortellazzi (ténor)
- Maestro sostituto, répétiteur : Alessandro Spina (basse)
- Giuseppe Verdi, compositeur : Umberto Bortolani (rôle parlé)
- Chef d’orchestre : Michele Mariotti

## Argument
L'action se déroule au La Scala de Milan, en février 1842.
Dans une salle du théâtre, le répétiteur (Maestro sostituto) est en train d'enseigner à Giovannina Bellinzaghi la prière de Fenena du quatrième acte de Nabucco. La chanteuse exprime ses doutes sur le livret et sur la valeur musicale de l'œuvre. Au cours du dialogue les rejoint l'impresario Bartolomeo Merelli, qui défend le compositeur et son œuvre. Il évoque la genèse du Nabucco et révèle ses soucis pour la censure autrichienne. Le répétiteur et la chanteuse s'en vont et Merelli, resté seul, réfléchit sur le jeune Verdi et sur le fait que sa compagne, Giuseppina Strepponi, semble être attirée par lui. Le pianiste revient et attend avec Merelli pour l'arrivée de Strepponi. L’imprésario révèle son intention de mettre en scène à La Scala l'opéra Saffò de Pacini. Quand la chanteuse enfin arrive, il lui demande de travailler à l'air de Saffò, mais elle préfère la musique de Verdi et commence à répéter le trio d'Abigaïlle. Son chant se transforme dans un rêve dans lequel elle avoue une étrange attirance pour Verdi et sa musique.
Merelli et Maestro sostituto réapparaissent et sont rejoints par Luigi Barbiano, comte de Belgioioso, qui apporte avec soi l'approbation du livret de la part de la censure. S'ensuit un débat politique animé sur la question de l'unification de l'Italie entre le répétiteur et le comte, qui finit par être offensé et quitte la salle en claquant la porte. Merelli et Strepponi le poursuivent. Maestro sostituto est désolé d’avoir été emporté et reprend son travail avec Bellinzaghi. La prière de Fenena, aussi, se dissout dans un rêve qui anticipe la création triomphale de l’opéra et évoque diverses images du Risorgimento. À la fin du rêve apparaît Giuseppe Verdi, désormais âgé et sénateur du Royaume. Dans son monologue, il entremêle sa nostalgie du passé et sa préoccupation de l'avenir incertain.